# Valle di Barwick
La valle di Barwick è una delle valli principali dell'Area Specialmente Gestita dell'Antartide delle valli secche McMurdo, un'area di circa 15000 km² situata nella regione centro occidentale della Dipendenza di Ross, nell'Antartide orientale.

## Caratteristiche
Situata in particolare in corrispondenza della costa di Scott, a partire dall'entroterra la valle si estende direzione ovest-est, per un totale di circa 20 km. Nel suo tratto occidentale, all'estremità di cui si trova il ghiacciaio Webb, la valle è delimitata a nord da una formazione chiamata La Fortezza (The Fortress) e a sud dai picchi Apocalypse, mentre il fianco meridionale del suo tratto orientale è delimitato dalla dorsale Insel. La valle si unisce, a est, alla valle Victoria.
Si ritiene che la valle fosse un tempo occupata da un unico ghiacciaio di cui i resti sarebbero oggi costituiti dal già citato ghiacciaio Webb, il quale oggi alimenta, assieme a flussi di ghiaccio disciolto provenienti da altri piccoli ghiacciai come l'Haselton, il lago Webb, un lago glaciale situato sul fondo della parte occidentale della valle.

## Storia
La valle di Barwick è stata scoperta e mappata durante la Spedizione Discovery, condotta da 1901 al 1904 e comandata da Robert Falcon Scott, ed è stata poi meglio esplorata durante la Spedizione Terra Nova, condotta dal 1910 al 1913 e sempre al comando di Scott, ma è stata così battezzata solo in seguito dai membri della spedizione di ricerca antartica svolta dall'Università Victoria di Wellington nel 1958-59 in onore di R. E. Barwick, un biologo che fece parte della squadra neozelandese della Spedizione Fuchs-Hillary, che fu condotta nel 1955-1958.

## Conservazione
Una parte della valle di Barwick e della vicina valle di Balham rientra all'interno di un'area di 480 km² che è stata dichiarata Area Specialmente Protetta dell'Antartide (codice ASPA 123) ai sensi del Trattato Antartico, in quanto essa è una delle aree delle valli secche di McMurdo ad essere stata meno soggetta a contaminazione umana. Tale area risulta di conseguenza essere un importante parametro di riferimento per valutare i cambiamenti in altri simili ecosistemi polari desertici della zona dove vengono condotte indagini scientifiche..